# 壮丽桤叶树
壮丽桤叶树（学名：Clethra magnifica），为桤叶树科桤叶树属下的一个植物变种。